# ソウルの春
ソウルの春（ソウルのはる）とは、1979年10月26日、大韓民国（韓国）の朴正煕大統領が暗殺された10･26事件の直後から翌1980年5月17日の非常戒厳令拡大措置までの民主化ムードが漂った政治的過度期を指し、チェコスロバキアの「プラハの春」に由来する言葉である。全斗煥の粛軍クーデターと光州事件の武力鎮圧で挫折したが、1987年の6月民主抗争で民主化がすすんだ。

## 概説
文民出身の崔圭夏大統領が1980年2月28日に発表した公民権回復措置によって、それまで政治活動を規制されていた金大中や尹潽善元大統領など反体制派人物の政治的自由が翌日2月29日に回復し、新民党総裁金泳三、在野指導者で1971年大統領選挙における新民党候補者であった金大中、民主共和党総裁金鍾泌の所謂「三金」が、次期大統領に名乗りを上げ政治活動が本格化、学生運動や労働運動も活発化した。ソウル市内の高層ビルで青瓦台（大統領府）に向いた窓のブラインドが一斉に撤去された。

## 学生運動
各大学では、1980年3月の新学期から学生会と教授会が復活し、維新体制時代の緊急措置で大学を解職或いは除籍されていた教授や学生達が、1980年2月29日の復権措置で学園に復帰してきた。そして学園内では「学園民主化」を求める討論会やデモが起こり始め、3月27日の朝鮮大学校（全羅南道光州市）を皮切りに全国の大学に学内デモが拡大、スローガンも学園内の言論の自由や御用教授退任、理事会運営の改善など具体的な物へと変化していった。4月に入り、新軍部勢力の権力掌握に向けた動きが表面化すると、学生達は維新勢力退陣・戒厳令撤廃・政府主導の改憲反対などの政治的スローガンを掲げ、街頭デモを展開し初め、5月15日のソウル駅デモで最高潮に達した。

## 労働運動
労働運動も民主化の波と折からのインフレによる生活苦が後押しする形で活発化し、1980年5月17日までの籠城や示威などの労働争議は987件に達し延べ20万名余りの労働者が参加、前年の争議件数427件を大きく上回った。特に同年4月21日に江原道旌善郡舎北の東原炭鉱で発生した労働争議では、4000名余りの炭鉱夫とその家族が四日間にわたって舎北邑一体を占拠（舎北事件）し、無政府状態となった。

## 「ソウルの春」終息
民主化運動が活発化する一方で、朴正熙前大統領の寵愛を受けていた全斗煥や盧泰愚を中心とする新軍部勢力は政治への関与の動きを公然化させた。4月14日、当時保安司令官であった全斗煥が中央情報部部長代理に就任し、民主化勢力に大きな衝撃を与えた。一方で学生デモが学園から街頭へと拡大し、労働運動も炭鉱労働者による舎北事件の発生など過激化するようになると、社会には不安な空気が醸し出された。
こうした中、与野党は5月12日、5月20日に臨時国会を召集し、10･26事件以降続いてきた戒厳令の解除を決議することで一致、金泳三・金大中・金鍾泌の「三金」も民主化推進で共同歩調を採った。これに危機感を抱いた新軍部は、5月17日午前に全軍主要指揮官会議を招集し、事態の悪化を避けるため断固とした措置（戒厳令全国拡大）を取ることを決議、軍の政治への関与を明らかにした。そして同日夜の臨時国務会議で、戒厳令の全国拡大（それまで済州道は対象外であった）を決議させた。これにより全ての政治活動は禁止され、全国の大学は休校措置が採られた。同時に金大中を戒厳令布告違反で逮捕、続いて金鍾泌や李厚洛（元中央情報部部長）、朴鐘圭（元大統領警護室室長）など朴政権の主要政治家を不正蓄財容疑で逮捕した。また学生運動や労働運動の指導部、民主化運動の中心人物も逮捕された。こうして新軍部勢力が事実上、権力を掌握したことで、ソウルの春は終息した。

## 関連作品
- ソウルの春 - 2023年の韓国映画。ソウルの春が挫折する要因の一つとなった粛軍クーデターを描く。